# Eric Bylander
Hans Eric Åke Bylander, född 9 maj 1973 i Uppsala församling, Uppsala län, är en svensk jurist, professor i processrätt vid Uppsala universitet samt heraldiker.
Bylander har studerat juridik och retorik vid Uppsala universitet. Han avlade juris kandidatexamen 1998 och filosofie kandidatexamen i retorik 2003. 2006 disputerade han och avlade juris doktorsexamen i processrätt. Han blev docent 2010. Bylander var universitetslektor vid Göteborgs universitet 2006–2011 och därefter vid Uppsala universitet från 2011. Han utnämndes till professor i processrätt 2018.
Eric Bylander är även verksam som heraldiker. Han har bland annat tidigare varit vice ordförande för Societas Heraldica Scandinavica. 2006-2015 var han ledamot av Svenska Vapenkollegiet.